# Кокрелл, Кеннет Дейл
Ке́ннет Дейл «Тако» Ко́крелл (англ. Kenneth Dale «Taco» Cockrell; род. 1950) — астронавт НАСА. Совершил пять космических полётов на шаттлах: STS-56 (1993, «Дискавери»), STS-69 (1995, «Индевор»), STS-80 (1996, «Колумбия»), STS-98 (2001, «Атлантис») и STS-111 (2002, «Индевор»), полковник ВМС США.

## Личные данные и образование
Кеннет Кокрелл родился 9 апреля 1950 года в городе Остин, штата Техас. Среднюю школу окончил в 1968 году в городе Рокдэйл, штат Техас. В 1972 году получил степень бакалавра наук в области машиностроения в Университете Техаса, в Остине и был призван в армию. В 1974 году получил степень магистра наук в области авиационных систем в Западнофлоридском Университете.

## До НАСА
Он прошёл лётную подготовку и с 1975 по 1978 год служил на борту авианосца «Мидуэй». Затем стал лётчиком-испытателем и в течение нескольких лет служил на борту авианосца «Констеллейшн». В 1987 году Кокрелл ушёл из флота и поступил в Отдел полётов воздушных судов Космического Центра имени Джонсона в Хьюстоне, штат Техас в качестве лётчика-испытателя.

## Подготовка к космическим полётам
Принимал участие в 11-м и 12-м наборах астронавтов. В январе 1990 года был зачислен в отряд НАСА в составе тринадцатого набора, кандидатом в астронавты. Стал проходить обучение по курсу Общекосмической подготовки (ОКП). По окончании курса, в июле 1991 года получил квалификацию «специалист полёта» и назначение в Офис астронавтов НАСА.
Занимался вопросами подлёта к аэродрому, посадкой, торможением, шинами и тормозами шаттлов. Неоднократно занимал должность оператора связи. В течение одного года в качестве директора по операциям работал в России, в Звёздном городке. Он был связующим звеном в организации обучения между Управлением астронавтов и Центром подготовки космонавтов (ЦПК) имени Ю. А. Гагарина в Звёздном городке. Кокрелл в настоящее время является заместителем директора по операциям лётных экипажей. Кроме того, он служит в качестве лётчика-инструктора на самолётах T-38 Talon.

## Полёты в космос
- Первый полёт — STS-56[2], шаттл «Дискавери». C 8 по 17 апреля 1993 года в качестве «специалиста полёта». Полёт был посвящён изучению озонового слоя атмосферы над северным полушарием с помощью лаборатории ATLAS-2. Её название является акронимом от Atmospheric Laboratory for Applications and Science (Лаборатория для фундаментальных и прикладных исследований атмосферы). Также экипаж шаттла вывел на орбиту научно-исследовательский спутник SPARTAN (англ. Shuttle Pointed Autonomous Research Tool for Astronomy) для наблюдения солнечной короны. После двух суток автоматической работы аппарата, он был захвачен манипулятором шаттла и возвращён в грузовой отсек «Дискавери»[3]. Во время полёта STS-56 астронавтам «Дискавери» впервые удалось связаться с орбитальной станцией «Мир» с помощью радиолюбительских средств связи. Продолжительность полёта составила 9 дней 6 часов 9 минут[4].

- Второй полёт — STS-69[5], шаттл «Индевор». C 7 по 18 сентября 1995 года в качестве «пилота». Это второй полёт для фонда «Создадим защитный щит» (WSF), в ходе которого НАСА бесплатно вывело на орбиту возвращаемый спутник в форме блюдца, который будет лететь рядом с Международной космической станцией (МКС) в течение нескольких дней. WSF вело исследование роста тонких плёнок в почти идеальном вакууме. Экипаж вывел возвращаемый астрономический спутник SPARTAN. Был выполнен выход в открытый космос для проверки сборки аппаратуры на внешней поверхности международной космической станции и испытание новых теплозащитных усовершенствований скафандров. Продолжительность полёта составила 10 суток 20 часов 30 минут[6].

- Третий полёт — STS-80[7], шаттл «Колумбия». C 19 ноября по 7 декабря 1996 года в качестве «командира корабля». Целями миссии были выведение на орбиту и возврат спутника для исследований в области технологии WSF и астрономического спутника ORFEUS-SPAS, отработка инструментов и процедур работ по сборке и обслуживанию Международной космической станции и проведение других экспериментов в условиях микрогравитации. Самый длительный полёт шаттла в истории. Продолжительность полёта составила 17 суток 15 часов 54 минуты[8][9].

- Четвёртый полёт — STS-98[10], шаттл «Атлантис». C 7 по 20 февраля 2001 года в качестве «командира корабля». Основной задачей являлась доставка на Международную космическую станцию (МКС) лабораторного модуля «Дестини»[11]. Продолжительность полёта составила 12 суток 21 часов 21 минуты[12].

- Пятый полёт — STS-111[13], шаттл «Индевор». C 5 по 19 июня 2002 года в качестве «командира корабля». Основной задачей являлась доставка на Международную космическую станцию (МКС) 5-й основной экспедиции[14], часть UF2 многоцелевого модуля снабжения (MPLM) — «Леонардо», мобильной системы обслуживания MBS, научной аппаратуры и грузов[15]. Продолжительность полёта составила 13 суток 20 часов 36 минуты[16].

Общая продолжительность полётов в космос — 64 дня 12 часов 25 минут.

## После полётов
Кокрелл в настоящее время является заместителем директора по операциям лётных экипажей. Кроме того, он является лётчиком-инструктором на самолёте Т-38 для подготовки астронавтов. В феврале 2006 года Кокрелл был назначен в экипаж «Самолёта оперативного отдела» на аэродром «Эллингтон», для полётов руководства НАСА (два самолёта WB-57F).

## Награды и премии
Награждён: Медаль «За космический полёт» (1993 и нашивка «Астронавт», 1995, 1996, 2001 и 2002) и многие другие.

## Личная жизнь
Кокрелл женат на Габриэль C. Авина, у них трое детей. Увлечения: спортивные полёты, катание на лыжах и водных лыжах, теннис. Радиолюбитель с позывным KB5UAH.